# Leyland Royal Tiger
Der Name Leyland Royal Tiger bezeichnet zwei verschiedene Omnibusmodelle des britischen Herstellers Leyland Motors.

## Royal Tiger PSU1

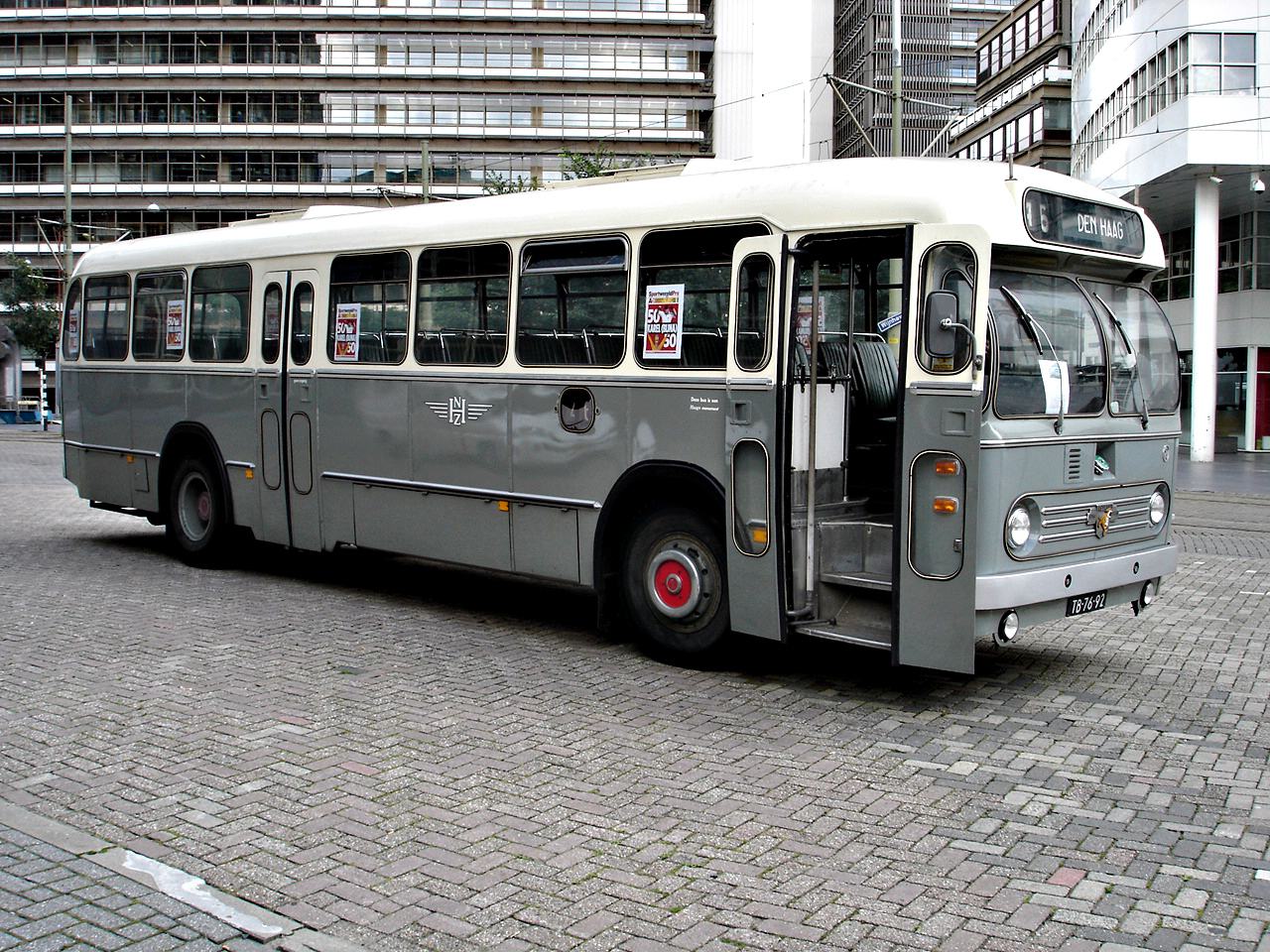
Leyland Royal Tiger PSU1 Linienbus mit niederländischem Aufbau

Der erste Royal Tiger wurde von 1950 bis 1955 gebaut. Die in dieser Zeit gefertigten Fahrgestelle erhielten in der Bezeichnung das Kürzel PSU1. Beim Royal Tiger handelte es sich um ein Chassis mit mittig angeordneten Unterflurmotor. Abgeleitet wurde der Royal Tiger aus dem Leyland Tiger PS1, das U in der Typenbezeichnung steht für den unterflur angeordneten Dieselmotor. Initiiert wurde die Serie durch die 1950 erfolgte Anhebung der Größenbeschränkung auf rund 9 m (30 Fuß) Länge. Bis in die 1980er Jahre war es üblich, dass Fahrgestelle und Aufbauten für Busse von verschiedenen Herstellern gefertigt wurden. Die von Leyland hergestellten Fahrgestelle wurden daher von Karosseriebauunternehmen komplettiert. Als Aufbauten kamen der Ambassador von Duple oder der Wayfarer I von Harrington zum Einsatz. Diese Busse waren komfortabel ausgestattete Reisebusse mit 26 Sitzplätzen und einem serienmäßigen Schiebedach. Motorisiert waren diese Fahrzeuge mit einem Dieselmotor von 9,8 l Hubraum (O600). Später gebaute Fahrzeuge hatten eine Kapazität von bis zu 41 Sitzplätzen, einige Fahrzeuge wurden auch als Mehrzweckbusse für den Stadt- und Überlandverkehr gebaut. Einer der größten Abnehmer war Southdown Coaches, die von 1952 bis 1956 mehr als 150 Leyland Royal Tiger mit Aufbauten von Duple, Weymann und Harrington in Dienst stellten. Ein weiterer Hersteller von Aufbauten war Plaxton. 
Das leichtere Chassis des Leyland Tiger Cub wurde 1952 vorgestellt. Später zum erfolgreichen Leyland Leopard weiterentwickelt, verdrängte es den Royal Tiger in kurzer Zeit fast vollständig vom britischen Markt. Im Jahr 1955 wurde nochmals eine Serie mit anderer Motorisierung als Leyland Royal Tiger Worldmaster (oder einfach Leyland Worldmaster) für den Export produziert, einige Exemplare konnten jedoch auch auf dem Inlandsmarkt abgesetzt werden. Teilweise wurden diese als Stadtbus karosseriert.

## Royal Tiger B50/RT

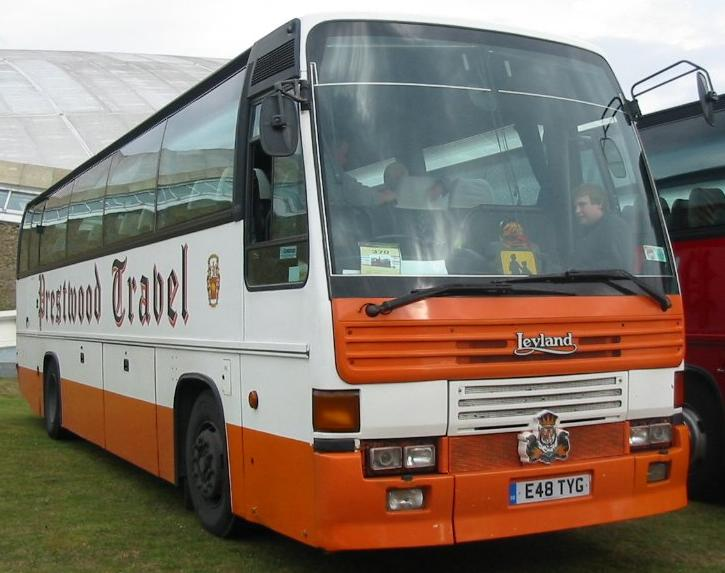
Leyland Royal Tiger Doyen, Reisebus Baujahr 1988

Zwischen 1982 und 1988 wurde erneut Fahrgestelle mit dem Namen Royal Tiger bei Leyland Motors produziert. Dabei handelt es sich um ein Chassis mit längs unterflur im Heck angeordneten Dieselmotor. Die Serie wurde zunächst als B50 bzw. B54 bezeichnet, später erhielten die Fahrzeuge in der Bezeichnung das Kürzel RT. Der Royal Tiger sollte Leyland auf dem heimischen Markt Anteile gegen die zunehmend stärker auftretenden ausländischen Bushersteller wie DAF oder Scania sichern. Der Erfolg hielt sich jedoch in Grenzen, insgesamt wurden nur ungefähr 170 Fahrzeuge hergestellt.
Alle Busse der RTC-Serie wurden als sogenannte integrierte Busse produziert. Dabei kamen Aufbau und Chassis im Gegensatz zur damals üblichen Praxis von einem Hersteller. Diese Busse erhielten den Namen Royal Tiger Doyen. Die Busse der B50/B54-Serie waren noch konventionell konzipiert, die Fahrgestelle wurden von Karosseriebauunternehmen mit Aufbauten versehen. Ein Großteil der Busse dieser Serie erhielt Aufbauten von Leylands Tochterfirma Charles H. Roe in Leeds, 15 Busse erhielten den Aufbau des Plaxton Paramount und zwei Busse einen Aufbau von Van Hool. Von den 47 Bussen der Serie RT bekamen 22 einen Aufbau von Plaxton, der Rest einen von Van Hool. Alle Busse waren Reisebusse. Je nach Ausführung waren zwischen 45 und 53 Sitzplätze vorhanden, lediglich einige wenige Sonderausführungen besaßen weniger Sitzplätze.
Zum Einsatz kamen Dieselmotoren von Leyland (TL11) oder der Cummins L10.

## Fahrzeuge
| Name              | Bauzeit   | Anzahl | Anmerkung |
| ----------------- | --------- | ------ | --- |
| PSU1/15           | 1951/1952 | 30     | Reisebus 26 Sitzplätze, Aufbauten Duple Ambassador (10) und Harrington Weyfarer I (20)                                                                                        |
| PSU1/13           | 1952/1953 | 40     | Reisebus 40 Sitzplätze, Aufbau East Lancs |
| PSU1/15           | 1952/1953 | 50     | Reisebus 41 Sitzplätze, Aufbauten: Duple Ambassador (20), Duple Coronation Ambassador (5) und Leyland (25) für Schnellverbindungen, 25 Busse 1961 zu Mehrzweckbussen umgebaut |
| PSU1/16           | 1953/1954 | 25     | Reisebus 41 Sitzplätze, Aufbau Duple Ambassador |
| PSU1/11, /15, /16 | 1953–1955 | 11     | Reisebus 26 Sitzplätze, Aufbauten: Duple Ambassador (7) und Harrington Weyfarer I (4)                                                                                         |

| Name            | Bauzeit   | Anzahl | Anmerkung                 |
| --------------- | --------- | ------ | ------------------------- |
| B50 / B54       | 1980–1984 | 70     | Reisebus 48–50 Sitzplätze |
| RT              | 1984–1986 | 47     | Reisebus 49–53 Sitzplätze |
| RTC00           | 1984–1986 | 32     | Reisebus 47–53 Sitzplätze |
| RTC86. / RTC87. | 1986/1987 | 30     | Reisebus 48–53 Sitzplätze |